# 락즈엉현
락즈엉현(Huyện Lạc Dương / 縣樂陽)은 베트남 사회주의 공화국 럼동성에 있는 현이다. 면적은 1,316.3km2, 2018년을 기준으로 인구는 25,050명이다.

## 행정 구역
1개의 시진과 5개의 사로 구성된다.
- 락즈엉 시진 (Thị trấn Lạc Dương, 樂陽市鎭)
- 다차이스 사 (Xã Đạ Chais)
- 다님 사 (Xã Đa Nhim)
- 다사르 사 (Xã Đạ Sar)
- 등크노 사 (Xã Đưng Knớ)
- 랏 사 (Xã Lát)